# Gastes
Gastes é uma comuna francesa na região administrativa da Nova Aquitânia, no departamento Landes. Estende-se por uma área de 36,8 km². Em 2010 a comuna tinha 856 habitantes (densidade: 23,3 hab./km²).